# Sam Pitroda
Satyanarayan Gangaram Pitroda, popularmente conocido como Sam Pitroda (Odisha, India, 16 de noviembre de 1942) es un funcionario, ingeniero en telecomunicaciones y empresario indio, reconocido por su contribución a la innovación de las telecomunicaciones en su país. Se lo considera uno de los principales defensores e impulsores de la reducción de la brecha digital.Nació en Titlagarh, en el estado oriental de Odisha, India, en el seno de una familia gujarati. Ha servido como asesor de dos primeros ministros de India, el Dr. Manmohan Singh y Rajiv Gandhi, durante sus mandatos, así como de las Naciones Unidas. Actualmente, es presidente del Congreso de los Indios en el Extranjero.

## Carrera profesional
En 1966, comenzó a trabajar para GTE en Chicago. Se le considera un pionero de la computación portátil, ya que en 1975 inventó el diario electrónico.
Tiene una maestría en Física y Electrónica de la Universidad Marhaka Savajirao (India) y una Maestría en Ingeniería Eléctrica del Instituto Tecnológico de Illinois (EE.UU).

## Asesor gubernamental
Entre 2005 y 2009 presidió la Comisión Nacional del Conocimiento en la India y fue asesor del primer ministro Manmohan Singh en el área de Infraestructura para la Información Pública e Innovaciones. Desde 2010 preside el Consejo Nacional para la Innovación.

## Regreso a la India y carrera posterior
En un viaje de regreso a la India en 1981, Pitroda se sintió frustrado por lo difícil que era llamar a su familia en Chicago y decidió que podía ayudar a modernizar el sistema de telecomunicaciones de la India.
En 1984, la primera ministra Indira Gandhi lo invitó a regresar a la India. A su regreso, fundó el Centro para el Desarrollo de la Telemática (C-DOT), una organización autónoma de investigación y desarrollo en telecomunicaciones. Anteriormente, se había convertido en ciudadano naturalizado de EE. UU., pero renunció a su ciudadanía estadounidense para recuperar la ciudadanía india y trabajar en el gobierno de la India.
En la década de 1990, Pitroda regresó a Chicago para retomar sus intereses empresariales. En mayo de 1995, se convirtió en el primer presidente de la iniciativa WorldTel de la Unión Internacional de Telecomunicaciones.
En 1993, Pitroda ayudó a establecer (junto con Darshan Shankar) la Fundación para la Revitalización de la Tradición de la Salud Local y la Universidad de Ciencias y Tecnología Transdisciplinarias de la Salud, cerca de Bangalore, en la India. La fundación promueve el Ayurveda, el conocimiento tradicional de la medicina india.
En octubre de 2009, Pitroda fue nombrado asesor del primer ministro indio Manmohan Singh en Infraestructura para la Información Pública e Innovaciones, con rango de ministro del gabinete.
En 2010, fundó el Consejo Nacional para la Innovación. y, en agosto de ese mismo año, fue nombrado su presidente.
Ese mismo año, también fue miembro fundador de Scientika, una organización mexicana sin fines de lucro comprometida con la difusión de la ciencia y la tecnología.
En 1992, se publicó su biografía Sam Pitroda: A Biography.
Desde 1964, ha vivido en Chicago, Illinois, junto con su esposa, aunque viaja a la India cada dos meses.

## Reconocimientos y participaciones
Ha sido distinguido por la Unión Internacional de Telecomunicaciones (UIT) por su papel activo en la reducción de la brecha digital y por su impulso a la revolución tecnológica india, iniciada en la década de 1980 durante el gobierno de Rajiv Gandhi. En México, impulsó la creación de la organización Scientika, la cual fundó junto con Javier Jileta, con el objetivo de fomentar la llamada economía del conocimiento. Fue consultor del gobierno del Distrito Federal en materia de tecnologías de la información y participó en diversos eventos como el Foro Económico y Ciudad Móvil, convocatoria pública para el desarrollo de aplicaciones móviles en la Ciudad de México.